# Łotwa na Letnich Igrzyskach Paraolimpijskich 2008
Łotwę na Letnich Igrzyskach Paraolimpijskich 2008 w Pekinie reprezentowało 17 sportowców – 4 mężczyzn i 13 kobiet. Był to piąty występ reprezentacji Łotwy na letnich igrzyskach paraolimpijskich (po startach w 1992, 1996, 2000 i 2004 roku). 
Reprezentanci Łotwy zdobyli trzy medale – jeden złoty i dwa srebrne. Dało im to 45. miejsce w klasyfikacji medalowej.

## Zdobyte medale
| Medal  | Zawodnik      | Dyscyplina    | Konkurencja                  |
| ------ | ------------- | ------------- | ---------------------------- |
| Złoto  | Aigars Apinis | Lekkoatletyka | rzut dyskiem (F33/F34/F52)   |
| Srebro | Aigars Apinis | Lekkoatletyka | pchnięcie kulą (F33/F34/F52) |
| Srebro | Edgars Bergs  | Lekkoatletyka | pchnięcie kulą (F35-F36)     |

## Wyniki

### Judo

#### Mężczyźni
| Zawodnik        | Konkurencja | 1/8                             | Ćwierćfinały     | Półfinały        | Finał            | Repasaż 1        | Repasaż 2        | Repasaż 3        | Źródło |
| Zawodnik        | Konkurencja | Przeciwnik Wynik                | Przeciwnik Wynik | Przeciwnik Wynik | Przeciwnik Wynik | Przeciwnik Wynik | Przeciwnik Wynik | Przeciwnik Wynik | Źródło |
| --------------- | ----------- | ------------------------------- | ---------------- | ---------------- | ---------------- | ---------------- | ---------------- | ---------------- | ------ |
| Kaspars Biezais | –73 kg      | Matthias Krieger P 0000 - 10001 | NQ               | NQ               | NQ               | NQ               | NQ               | NQ               | [ 3 ]  |

### Lekkoatletyka

#### Mężczyźni
| Zawodnik      | Konkurencja                | Finał               | Finał   | Źródło |
| Zawodnik      | Konkurencja                | Rezultat            | Miejsce | Źródło |
| ------------- | -------------------------- | ------------------- | ------- | ------ |
| Aigars Apinis | rzut dyskiem F33/F34/F52   | 20,47 m (1097 pkt.) | złoto   | [ 4 ]  |
| Aigars Apinis | pchnięcie kulą F33/F34/F52 | 10,02 m (1098 pkt.) | srebro  | [ 5 ]  |
| Edgars Bergs  | rzut dyskiem F35-F36       | 47,02 m (982 pkt.)  | 5       | [ 6 ]  |
| Edgars Bergs  | pchnięcie kulą F35-F36     | 15,54 m (1075 pkt.) | srebro  | [ 7 ]  |

#### Kobiety
Konkurencje biegowe
| Zawodnik      | Konkurencja            | Eliminacje | Eliminacje | Finał    | Finał   | Źródło |
| Zawodnik      | Konkurencja            | Rezultat   | Miejsce    | Rezultat | Miejsce | Źródło |
| ------------- | ---------------------- | ---------- | ---------- | -------- | ------- | ------ |
| Liene Gruzīte | bieg na 100 metrów T37 | 16,83      | 9          | NQ       | NQ      | [ 8 ]  |

Konkurencje techniczne
| Zawodnik       | Konkurencja            | Finał              | Finał   | Źródło |
| Zawodnik       | Konkurencja            | Rezultat           | Miejsce | Źródło |
| -------------- | ---------------------- | ------------------ | ------- | ------ |
| Liene Gruzīte  | rzut oszczepem F35-F38 | 19,17 m (807 pkt.) | 15      | [ 9 ]  |
| Liene Gruzīte  | pchnięcie kulą F37-F38 | 7,66 m (747 pkt.)  | 18      | [ 10 ] |
| Ingrīda Priede | rzut dyskiem F37-F38   | 27,64 m (933 pkt.) | 6       | [ 11 ] |
| Ingrīda Priede | pchnięcie kulą F37-F38 | 9,21 m (807 pkt.)  | 17      | [ 10 ] |

### Siatkówka na siedząco
Kobiety
| - Ināra Barkāne - Una Dzalba - Ivonna Gailīte - Oksana Gromova - Diāna Ivanova - Olga Jegorova |  | - Irīna Jermoļenko - Līga Kārliete - Nellija Rusina - Linda Sila - Žanna Škutāne |

| Drużyna | Konkurencja | Faza grupowa     | Faza grupowa     | Faza grupowa            | Faza grupowa | Półfinały (5-8)  | Mecz o 7. miejsce | Ćwierćfinały     | Półfinały        | Finał            | Pozycja | Źródło |
| Drużyna | Konkurencja | Przeciwnik Wynik | Przeciwnik Wynik | Przeciwnik Wynik        | Pozycja      | Przeciwnik Wynik | Przeciwnik Wynik  | Przeciwnik Wynik | Przeciwnik Wynik | Przeciwnik Wynik | Pozycja | Źródło |
| ------- | ----------- | ---------------- | ---------------- | ----------------------- | ------------ | ---------------- | ----------------- | ---------------- | ---------------- | ---------------- | ------- | ------ |
| Łotwa   | kobiety     | Chiny P 0:3      | Litwa P 1:3      | Stany Zjednoczone P 0:3 | 4            | Ukraina P 0:3    | Japonia W 3:2     | NQ               | NQ               | NQ               | 7       | [ 12 ] |

### Podnoszenie ciężarów

#### Mężczyźni
| Zawodnik          | Kategoria | Wynik    | Pozycja | Źródło |
| ----------------- | --------- | -------- | ------- | ------ |
| Aigars Višņevskis | –48 kg    | 122,5 kg | 9       | [ 13 ] |